# Hirofumi Yoshida
Hirofumi Yoshida (吉田 裕史 Yoshida Hirofumi) (Hokkaidō, Japón, 1968) es un director de orquesta japonés afincado en Italia. Desde 2010 Yoshida comenzó a colaborar como director musical con el Teatro Sociale Mantova.

## Vida
Hirofumi Yoshida nació en Hokkaidō en 1968, hijo de Toru natural de Tokio y Ayako natural de Hokkaidō. Creció en Funabashi. Cursó el bachillerato en el Kōnodai High School y más tarde cursó su licenciatura en la Toho (Tokio) College of Music. Se especializó en piano con Yukiko Okafuji, en contrabajo con Mitsuru Onozaki, en música con Reiko Arima y Tomiko Kojiba y en dirección de orquesta con Yasuhiko Shiozawa, Jun-Ichi Hirokami y Yujiro Tsuda. Entre los años 1994 y 1995 se muda a Viena y estudia un máster en la Universidad Nacional de Música de Viena con los maestros Hans Graf y Julius Kalmar. En 1996 obtiene el máster de mejora musical en el conservatorio de Chigiana en Siena con los maestros Yuri Temirkánov y Myung-Whun Chung. El maestro Yoshida en la actualidad trabaja como profesor asociado de la Toho College of Music.

## Trayectoria profesional
La carrera del maestro Yoshida comienza gracias a la colaboraciòn entre los años 1994 y 1999 con el director del Teatro de la Ópera Tokio Nikikai, dónde dirige principalmente óperas de Mozart como Las bodas de Fígaro, Così fan tutte y La flauta mágica. En 1999 gana una beca estatal para adquirir experiencia en el campo de la ópera. Llega así a Europa con el título de artista/investigador invitado por la Agencia de la Cultura. La beca le da la posibilidad de frecuentar tres teatros de fama internacional: el Teatro Malmö Musik en Svezia, el Nationaltheater Mannheim y la Bayerische Staatsoper. En 2001 participa en el "Concurso Internacional Maazel-Vilar para directores de orquesta" como candidato asiático. En 2003 gana la segunda beca de la Fundación Rohm Music para profundizar la lírica italiana en el Teatro de la Ópera de Roma. En 2004 accede al puesto de director artístico del Teatro de la Ópera de Ichikawa. 

### Representaciones notables
2005
- Debuta con la Orquestra Sinfónica de Transilvania en Rumania y con la Budapest Concert Orchestra (MAV Szimfonikus Zenekar).
- Cavalleria rusticana y Rigoletto en el Teatro de la Ópera de Roma es su debut en Italia.

2006
- Serata Nijinsky-Balanchin en el Teatro Verdi de Trieste con el ballet del Teatro de la Ópera de Roma dirigido por Carla Fracci.
- Asimismo dirige la Keio Wagner Society Orchestra en el Musikverein de Viena y la Smetana Hall de Praga. En la misma temporada consolida su maestría en materia de Puccini, que le abrirá diferentes oportunidades de trabajo en los años siguientes.
- Edgar en el Teatro de la Ópera de Ichikawa, representando la obra de Puccini por primera vez en Japón.

2007
- I Pagliacci y el ballet Romeo y Julieta dirigido por Carla Fracci, como inicio de temporada veraniega del Teatro de la Ópera de Roma en las Termas de Caracalla.[1] Gracias a esa colaboraciòn el maestro tiene la oportunidad de trabajar al lado del renombrado director Beppe Menegatti.
- Aida en el Teatro Nacional de El Cairo, en el lugar de estreno mundial de la misma.[1]
- La vida breve en el Teatro Verdi de Trieste solicita sus servicios para dirigir el montaje de Antonio Márquez sobre este ballet.
- Tosca en el Teatro de la Ópera de Cluj-Napoca en Rumania.

2008
- Madama Butterfly en la Ópera de El Cairo, que invita al maestro debido al éxito del año anterior del Teatro Nacional de El Cairo, así como por el vínculo cultural japonés del director y la historia que el famoso maestro italiano quería evocar.
- La Traviata en París.
- Las bodas de Fígaro en Tokio, representada por primera vez en Japón.
- La historia de Genji, la versión japonesa de algunos momentos culminantes de esta historia de Minoru Miki, representada por primera vez en Japón.
- Don Carlos en Hong Kong.

2009
- Turandot en el Teatro Marrucino de Chieti, con el fin de enfatizar el punto de encuentro entre las culturas de Europa y Oriente. En presencia de Simonetta Puccini, nieta del gran maestro.
- L'elisir d'amore en el Teatro de San Carlo de Ercolano.
- Las bodas de Fígaro en Tokio.

2010
- Turandot con el director Maurizio Scaparro en el Festival Puccini en Torre del Lago, siendo el primer director japonés en participar.[1]
- Rigoletto en los teatros más importantes de Italia, entre ellos el Teatro Sociale de Mantova, el Teatro Donizetti de Bérgamo, el Teatro Giglio de Lucca y el Teatro De Carolis Marialisa de Sassari. A partir de este año Yoshida comenzó a colaborar como director musical con el Teatro Sociale Mantova.[1]
- La Traviata en el Teatro Nacional de la Ópera de Letonia.

2011
- Requiem de Mozart en la Basílica de San Gaudencio, con Tōru Takemitsu en un concierto en apoyo a las víctimas del tsunami de Japón de 2011.
- Madama Butterfly con el director Massimo Pezzutti en el Japan Festival de 2011. Este festival surgió fruto de la colaboración entre el maestro Yoshida, la Embajada de Japón, el cónsul general Shigemi Jomori junto con la región de Piemonte y la ciudad de Novara. Su objetivo en el festival es traer de vuelta el Kagura, que quiere decir la música de los dioses. Se trata de un arte tradicional que engloba todas las formas y características japonesas, considerado el antecedente del Kabuki.
- Madama Butterfly en la Ópera Nacional de Letonia en Riga.
- En este mismo año Yoshida dirige también a la orquesta del Teatro Carlo Felice de Génova.

2012
- La golondrina de Puccini, con el director Stefano Vizioli en el Teatro Vittorio Emanuele de Messina. Esta obra rara vez es dirigida por maestros italianos y esta fue la primera puesta en escena por un director japonés.
- La sonámbula de Bellini en el Parque de la Música del Teatro Lirico di Cagliari dentro del concierto en memoria del maestro Piero Bellugi.

### Premios y reconocimientos
- 2002 - premio "Gotoh Memorial Cultural Award" como joven talento más prometedor en la división de ópera, siendo el primer director de orquesta que lo gana.[1]
- 2005 - tercer premio del "Bartók International Opera Conducting Competition", en la primera edición de esta competición.[2][1]
- 2009 - "Best of 2009: Behind the scenes" reconocimiento otorgado por la revista Asia Pacific Arts.[3]

### Repertorio
- El jardín de las rosas de 1697
- La serva padrona de 1733
- Las bodas de Fígaro de 1786
- Don Giovanni de 1787
- Così fan tutte de 1790
- La flauta mágica de 1791
- La sonámbula de 1831
- L'elisir d'amore de 1832
- Rigoletto de 1851
- La Traviata de 1853
- Don Carlos de 1867
- Aida de 1871
- Los piratas de Penzance de 1879
- Edgar de 1989
- Cavalleria rusticana de 1890
- I Pagliacci de 1892
- Hansel y Gretel de 1893
- La bohème de 1896
- Fedora de 1898
- Tosca de 1900
- Madama Butterfly de 1904
- La golondrina de 1917
- Suor Angelica de 1918
- Turandot de 1926
- La historia de Genji de 1999